# Lanslevillard
Lanslevillard è ex un comune francese di 474 abitanti situato nel dipartimento della Savoia della regione dell'Alvernia-Rodano-Alpi, ai piedi del colle del Moncenisio e del massiccio della Vanoise. Dal 1º gennaio 2017 è confluito nel nuovo comune di Val-Cenis.
Si trova nell'alta Moriana, valle del fiume Arc.

## Società

### Evoluzione demografica
Abitanti censiti